# Jenni Hiirikoski
Jenni Hiirikoski (Lempäälä, 30 marzo 1987) è una hockeista su ghiaccio finlandese.

## Palmarès

### Olimpiadi
- Bronzo a Vancouver 2010.

### Mondiali
- Bronzo a Canada 2004.
- Bronzo a Cina 2008.
- Bronzo a Finlandia 2009.
- Bronzo a Svizzera 2011.
- Bronzo a Svezia 2015.
- Bronzo a Stati Uniti 2017.